# Camp d'entraînement
Ne doit pas être confondu avec champ de tir, terrain d'essai ou champ de manœuvre.
Un camp d'entraînement, ou un centre d’entraînement, est un lieu, généralement plus ou moins isolé du monde extérieur, et spécifiquement aménagé pour l’entraînement et la formation de recrues militaires ou de sportifs. Ceux-ci s’y préparent physiquement, techniquement et mentalement, y acquièrent ou améliorent des compétences afin, dans le cas de militaires, d’être efficaces pendant les combats ou l’accomplissement de missions, ou, dans le cas de sportifs, d’être performants pendant les compétitions.

## Domaine militaire

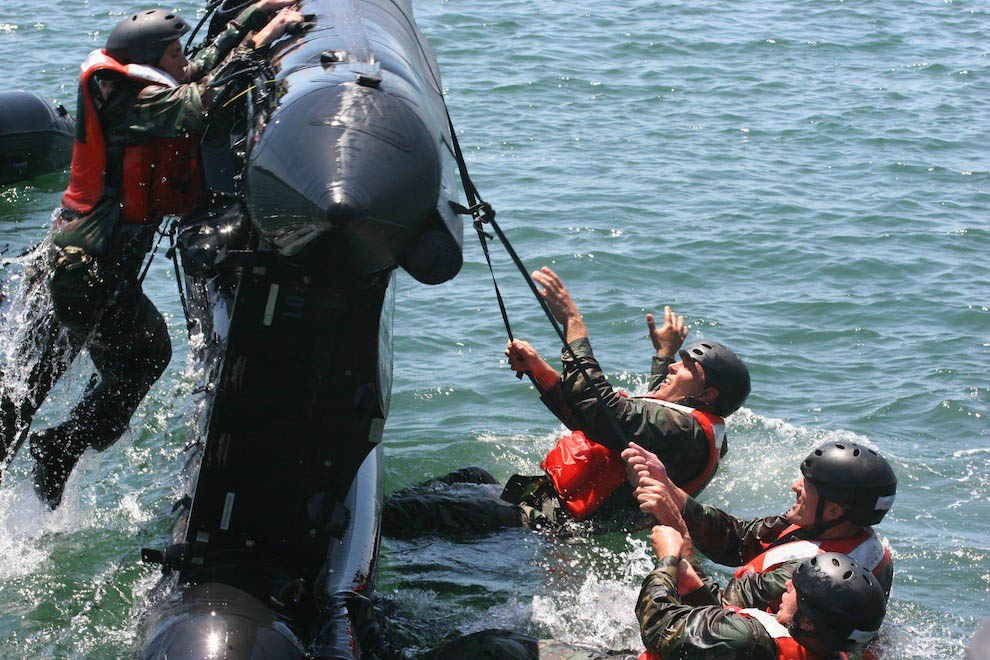
Les recrues des SEAL s'entraînant à retourner un canot lors du stage de « Basic Underwater Demolition/SEAL school » (BUD/S).

On peut citer par exemple, dans le cadre militaire, le camp de Sissonne et le centre d'entraînement commando en forêt équatoriale du Gabon. Ce type d'installation militaire est destiné alors à l'entraînement de petites unités ou de recrues.
Dans ce cadre, il se distingue du terrain d'essai, destiné à éprouver de nouveaux matériels et armements, du champ de tir, destiné à l'entraînement à l'usage d'armes à feu, et du champ de manœuvre, destiné à aguerrir les grandes unités.

## Domaine sportif
On peut citer par exemple, dans le cadre sportif, le camp des Loges (où s'entraîne le Paris Saint-Germain Football Club) et le centre d'entraînement Robert-Louis-Dreyfus de l’Olympique de Marseille.

## Autres domaines
Ce terme de camp ou centre d'entraînement peut s’appliquer, d’une manière plus générale, à tout lieu où des individus se consacrent, pour une période donnée, à la préparation intense d’une mission. Ainsi, le centre d'entraînement des cosmonautes Youri-Gagarine de la cité des étoiles, près de Moscou. 